# Global Wars (2015)
Pour les articles homonymes, voir Global Wars.
L'édition 2015 de Global Wars est un pay-per-view produit par la Ring of Honor (ROH) et par la New Japan Pro Wrestling (NJPW), qui est disponible uniquement en ligne et par Ustream. Cette manifestation de catch se déroulera les 15 et 16 mai 2015 au Ted Reeve Arena à Toronto en Ontario au Canada. Il s'agit de la 4e édition de Global Wars de l'histoire de la ROH. C'est également le quatrième évènement à être produit par ces deux fédérations et le deuxième cette année.

## Production
Le 4 janvier 2015, lors de Wrestle Kingdom 9, la New Japan Pro Wrestling annonce pour la deuxième année consécutive la production de deux shows événementiels entre les deux fédérations. Le 25 février, la Ring of Honor annonce qu'il y aura finalement trois spectacles coproduits par les deux fédérations cette année, dont deux dates prévues pour Global Wars 2015.

## Contexte
Les spectacles de la Ring of Honor et de la New Japan Pro Wrestling en paiement à la séance sont constitués de matchs aux résultats prédéterminés par les scénaristes de la ROH et de la NJPW. Ces rencontres sont justifiées par des storylines - une rivalité avec un catcheur, la plupart du temps - ou par des qualifications survenues au cours de shows précédant l'évènement. Tous les catcheurs possèdent un gimmick, c'est-à-dire qu'ils incarnent un personnage face (gentil) ou heel (méchant), qui évolue au fil des rencontres. Un pay-per-view comme Global Wars est donc un événement tournant pour les différentes storylines en cours.

## Matchs

### Première soirée
| #                                                                | Matchs, | Stipulation                                            | Durée |
| ---------------------------------------------------------------- | --- | ------------------------------------------------------ | ----- |
| Dark                                                             | Dalton Castle bat Donovan Dijak | Match simple                                           |       |
| 1                                                                | Gedo et Moose (avec Stokely Hathaway et Veda Scott (en)) battent Watanabe et Silas Young | Match par équipe                                       | 8:01  |
| 2                                                                | KUSHIDA bat Chris Sabin (avec Christopher Daniels et Frankie Kazarian) et Kyle O'Reilly | Three Way match                                        | 9:58  |
| 3                                                                | The Kingdom (Michael Bennett et Matt Taven) (avec Maria Kanellis) battent Matt Sydal et Jushin Thunder Liger | Match par équipe                                       | 9:12  |
| 4                                                                | Kazuchika Okada (avec Gedo) bat Cedric Alexander | Match simple                                           | 12:15 |
| 5                                                                | The Addiction (Christopher Daniels & Frankie Kazarian) (avec Chris Sabin) battent Roppongi Vice (Beretta et Rocky Romero et The Decade (en) (B.J. Whitmer & Adam Page) (avec Colby Corino)                                               | Three Way Tag Team match                               | 14:39 |
| 6                                                                | Shinsuke Nakamura bat ACH | Match simple                                           | 12:39 |
| 7                                                                | Michael Elgin vs Hiroshi Tanahashi | Match simple                                           | 17:08 |
| 8                                                                | Jay Lethal (c) (avec Truth Martini, J. Diesel et Donovan Dijak) bat Tetsuya Naito | Match simple pour le ROH World Television Championship | 12:18 |
| 9                                                                | ROH All-Stars (The Briscoe Brothers (Jay Briscoe & Mark Briscoe), War Machine (Hanson & Raymond Rowe) et Roderick Strong) battent Bullet Club (A.J. Styles, The Young Bucks (Matt Jackson & Nick Jackson), Doc Gallows et Karl Anderson) | Ten Man Tag Team match                                 | 16:48 |
| (c) désigne le(s) champion(s) défendant son titre dans le match. | |                                                        |       |

### Deuxième soirée
| #                                                                | Matchs, | Stipulation                                                   | Durée |
| ---------------------------------------------------------------- | --- | ------------------------------------------------------------- | ----- |
| Dark                                                             | Pepper Parks, RIP Impact et The Romantic Touch battent Ashley Sixx, Davey Vega et Kenny Lush                                                         | Six Man Tag Team match                                        |       |
| 1                                                                | KUSHIDA bat Will Ferrara (en) | Match simple                                                  | 5:15  |
| 2                                                                | Silas Young bat Watanabe | Match simple                                                  | 6:18  |
| 3                                                                | Moose bat Colby Corino (avec Adam Page et B.J. Whitmer)                                                                                              | Match simple                                                  | 2:44  |
| 4                                                                | The Briscoe Brothers (Jay Briscoe et Mark Briscoe) battent The House of Truth (J. Diesel & Donovan Dijak) (avec Truth Martini)                       | Match par équipe                                              | 11:03 |
| 5                                                                | Kyle O'Reilly bat The Addiction (Christopher Daniels & Frankie Kazarian) (c) (avec Chris Sabin) par DQ                                               | 2 vs 1 Handicap match pour le ROH World Tag Team Championship | 4:16  |
| 6                                                                | Jushin Thunder Liger bat Dalton Castle | Match simple                                                  | 9:58  |
| 7                                                                | Bob Evans (en) et Cheeseburger se termine en No-Contest                                                                                              | Match simple                                                  | 3:00  |
| 8                                                                | The Kingdom (Michael Bennett et Matt Taven) (avec Maria Kanellis) et Bullet Club (Doc Gallows & Karl Anderson) se termine en Double DQ               | Match par équipe                                              | 9:38  |
| 9                                                                | War Machine (Hanson et Raymond Rowe) battent The Decade (en) (Colby Corino & Adam Page) (avec B.J. Whitmer)                                          | Match par équipe                                              | 2:12  |
| 10                                                               | Cedric Alexander bat Moose (avec Stokely Hathaway et Veda Scott (en)                                                                                 | Match simple                                                  | 8:01  |
| 11                                                               | Hiroshi Tanahashi & Tetsuya Naito battent ACH & Matt Sydal                                                                                           | Match par équipe                                              | 11:12 |
| 12                                                               | Shinsuke Nakamura bat Roderick Strong | Match simple                                                  | 17:05 |
| 13                                                               | Michael Elgin bat Gedo | Match simple                                                  | 8:05  |
| 14                                                               | Bullet Club (A.J. Styles et The Young Bucks (Nick Jackson & Matt Jackson)) battent Chaos (Kazuchika Okada et Roppongi Vice (Beretta & Rocky Romero)) | Six Man Tag Team match                                        | 17:25 |
| (c) désigne le(s) champion(s) défendant son titre dans le match. | |                                                               |       |